# 李正忠
李正忠（1928年—），辽宁盖州人，中国人民解放军将领、中国人民解放军中将。
1988年，授予中国人民解放军中将，曾任新疆军区副司令员。